# Aegialites farallonensis
Aegialites farallonensis és una espècie de coleòpter de la família Salpingidae. Es troba a Califòrnia (EUA).